# Jacques Rossiaud
Jacques Rossiaud, né en 1932 à Taverny, est un historien français. Il est spécialiste du Moyen Âge.

## Biographie
Élève de Georges Duby, il obtient l'agrégation d'histoire en 1957, il a préparé sa thèse de doctorat d'État sous sa direction. Spécialiste de l'histoire de la navigation sur le Rhône et la Saône et de l'histoire de la ville de Lyon, il est aussi, avec Jean-Louis Flandrin, le pionnier de l'histoire de la sexualité en France, sur laquelle il a travaillé dès le début des années 1970.
Il a enseigné à l'université de Clermont-Ferrand puis à l'Université Lumière Lyon 2, où il est Professeur émérite.

## Publications

### Ouvrages (sélection)
- La prostitution médiévale, Paris, Flammarion, 1988 (préface de Georges Duby). Recension parue dans les Annales. Economie, Sociétés, Civilisations. Traductions en neuf langues, dont l'anglais (1988) et l'allemand (1989).
- Dictionnaire du Rhône au Moyen Âge. Identités et langages, savoirs et techniques des hommes du fleuve, 1300-1550, Grenoble : Centre alpin et rhodanien d'ethnologie, 2002.
- Le Rhône au Moyen Âge. Histoire et représentation d'un fleuve européen, Aubier, 2007.
- Amours vénales. La prostitution en Occident, XIIe-XVIe s., Aubier, 2010. Recensions parues dans les Cahiers d'histoire critique, dans Genre, sexualité & société et dans Les lettres françaises. Traduction en italien (2015).
- Sexualités au Moyen Âge, Paris, Gisserot, 2012. Recensions parues dans L'Histoire, dans Les lettres françaises et dans Libération. Traduction en croate (2017).
- Lyon 1250-1550. Réalités et imaginaires d'une métropole, textes réunis par J.-L. Gaulin et S. Rau, Champ Vallon, 2012. Postface par J.-L. Gaulin et S. Rau, ainsi que la table des matières du livre, disponibles en ligne sur le site halshs.
- Lyon. La rivière et le fleuve, Lyon, Editions lyonnaises d'art et d'histoire, 2013.
- Villes et fleuves en Europe, Lyon, Silvana, 2016.
- Femmes de Lyon, Lyon, Editions lyonnaises d'art et d'histoire, 2016 (collaboration).

### Sélection d'articles
- "Fraternités de jeunesse et niveaux de culture dans les villes du Sud-Est à la fin du Moyen Âge", Cahiers d'histoire, 21, 1976, p. 67-102.
- "Le citadin", dans L'homme médiéval, dir. Jacques Le Goff, Paris, Le Seuil, 1989, p. 159-200.
- "Sexualité", dans Dictionnaire raisonné du Moyen Âge, dir. Jacques Le Goff, Jean-Claude Schmitt, Paris, 1999, p. 1067-1083.
- "Temps des consuls et temps des clercs à Lyon aux XIVe et XVe siècles. Les Lyonnais, le soleil et la lune", Micrologus, 12, 2004, p. 435-453.

## Entretiens accessibles en ligne
- "Sexe au Moyen Âge : les moines dans les bordels, la levrette proscrite", article du site Rue 89 sur les travaux de Jacques Rossiaud, avec trois entretiens enregistrés.